# Torpedo Mark 37
El Mark 37  es un torpedo antisubmarino de 483 mm desarrollado en los Estados Unidos después de la Segunda Guerra Mundial y puesto en servicio a principios de la década de 1950. En total se fabricaron más de 3300 unidades. En la década de 1970, fue retirado gradualmente del servicio y vendido a marinas extranjeras.

## Desarrollo
El desarrollo de torpedos comenzó en 1946 por Westinghouse Electric (Sharon,  Pensilvania) en cooperación con el Laboratorio de Acústica Submarina de Harvard ( Ing.  Harvard Underwater Sound Laboratory, HUSL , Cambridge,  Massachusetts. ) Y el Laboratorio de Investigación de Municiones de la Universidad de Pennsilvania ( Ing.  Ordnance Research Laboratorio, ORL ). El principal requisito para el sistema de guía era el sonar Doppler, que permitía evitar objetivos falsos blancos en el fondo y en la superficie del agua. El desarrollo preliminar del sonar comenzó en 1942.
El torpedo se desarrolló en paralelo con el torpedo Mk 35 de un propósito similar. La principal diferencia con respecto a este último era un casco de aluminio soldado en lugar de uno de aluminio fundido en el Mk 35. Más tarde, el Mk 37 fue elegido para la producción en masa como un torpedo estándar para submarinos. Además, los destructores se armaron con este torpedo, pero con el advenimiento del tubo de torpedos Mk 32, los torpedos ligeros comenzaron a usarse para este propósito. El torpedo Mk 35 fue producido en pequeñas cantidades.
El sistema de guía se realizó en base a la búsqueda activa del torpedo Mk 18 con la adición de un canal pasivo. El casco del torpedo fue rediseñado. Entre 1955 y 1956 se realizó la prueba de 30 torpedos poco después comenzó la producción en masa en la Fábrica de Municiones Navales (Planta naval de la artillería , Forest Park, Nueva York. Illinois).
Gracias al motor eléctrico, no hubo necesidad de disparar un torpedo con aire comprimido, lo que redujo su firma acústica.
Al comienzo de la trayectoria, el torpedo se dirigía en línea recta al objetivo guiado por un giroscopio cuando se alejaba a una distancia segura del lanzador se activaba la búsqueda pasiva y los últimos 640 m de la trayectoria entra en funcionamiento el sonar activo Doppler. El emisor acústico magnetoestrictivo funciona a una frecuencia de 60 kHz. La base del elemento de los circuitos electrónicos serán tubos de vacío en miniatura, que luego fueron reemplazados por elementos semiconductores.

## Modificaciones

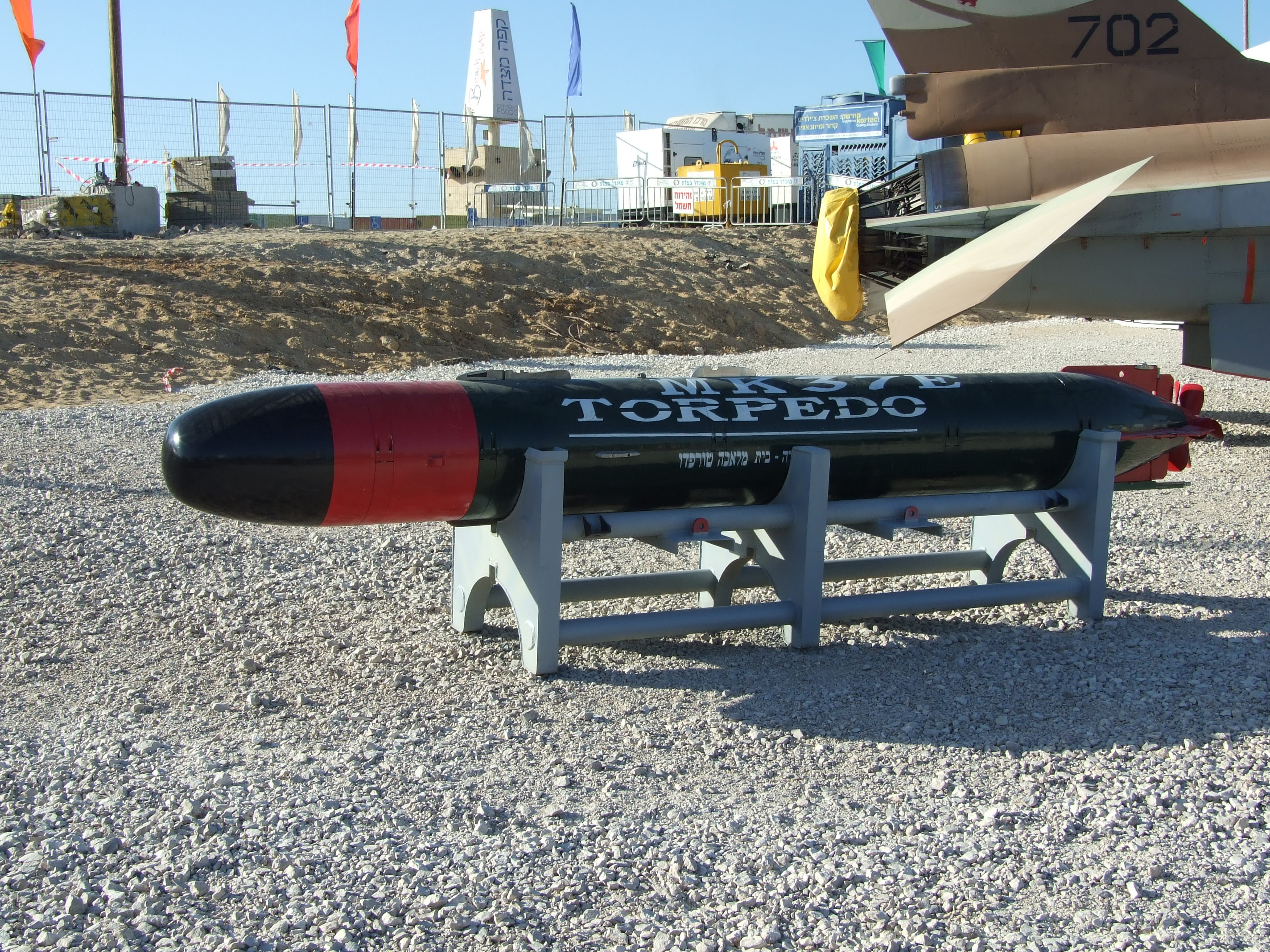

En 1959, en el Centro de Guerra Submarina Naval ( Naval Undersea Warfare Center, Newport,  Rhode Island ) y la empresa Vitro Co ( Silver Springs, Maryland ) se desarrolló y, a partir de 1960, comenzó a entrar en servicio una modificación del torpedo con la denominación Mod 1. La principal diferencia de esta modificación fue la capacidad de controlar el torpedo a través de cables. Con el mismo propósito, se realizaron cambios en el diseño del tubo de torpedos y en el sistema de control del submarino. El nuevo torpedo era más largo, más pesado y más lento que el Mod 0, pero mejoraba la búsqueda de objetivos y la capacidad de interceptar submarinos de alta velocidad.
El Torpedo Mk 37 garantizó la intercepción efectiva de objetivos con velocidades de hasta 20 nudos y una profundidad de inmersión de hasta 300 m. Con la llegada de submarinos de alta velocidad, comenzó el desarrollo de torpedos más eficientes. Algunos de ellos (NT37C, D, E, F) se basaron en el diseño del torpedo Mk 37.
A partir de 1967, los torpedos Mod 0 y Mod 1 se actualizaron, recibiendo la denominación Mod 3 y Mod 2. respectivamente. La modernización incluyó el reemplazo de emisores magnetoestrictivos por piezoeléctricos, gracias a lo cual el rango de detección del objetivo aumentó de 640 a 900 m sin pérdida de sensibilidad al aumentar la profundidad.
En el torpedo se utiliza una batería de plata-zinc Mk 46. Se dieron casos de sobrecalentamiento de baterías de este tipo, que provocaron ignición y explosiones espontáneas. Una causa probable de la pérdida del USS Scorpion es un incendio en una batería de torpedos con la posterior explosión. Los torpedos de prácticas usan baterías recargables. Motor eléctrico de dos velocidades, que proporciona una velocidad de 17 nudos con un alcance de 21 km o 26 nudos con un alcance de 9.1 km.
Durante mucho tiempo, el Mk 37 fue el principal torpedo antisubmarino de los submarinos de la Marina de los EE. UU. En 1972, comenzó a reemplazar el Mk 48. Los torpedos retirados fueron actualizados y vendidos a países extranjeros. En particular, se suministraron a Israel torpedos con el marcado NT-37C, en el cual los componentes electrónicos de la lámpara fueron reemplazados por semiconductores, y el motor eléctrico por un motor de combustión interna.

## Otros usos
El cuerpo del torpedo Mk 37 se utiliza en la mina submarina autopropulsada Mk 67. La mina se puso en servicio en 1983 y es capaz de navegar más de 18 km a través de aguas poco profundas, en canales, bahías y otras áreas donde los barcos minadores de superficie no tienen acceso. Al llegar al área especificada, la mina baja al fondo y actúa como una mina marina normal. La espoleta esta computarizada y posee sensores de presión, acústicos y magnéticos.
|            | MOD 0, 3                               | MOD 1, 2                               |
| ---------- | -------------------------------------- | -------------------------------------- |
| longitud   | 3400 mm                                | 4100 mm                                |
| calibre    | 480 mm                                 | 480 mm                                 |
| peso       | 648,6 kg                               | 766,57 kg                              |
| Explosivo  | 150 kg de HBX                          | 150 kg de HBX                          |
| propulsión | motor eléctrico                        | motor eléctrico                        |
| velocidad  | 17 nudos (31 km/h), 26 nudos (48 km/h) | 17 nudos (31 km/h), 26 nudos (48 km/h) |
| alcance    | 8.700 m a 26 kn / 21.000 m a 17kn      | 8.700 m                                |
| guiado     | acústica: pasiva, activa               | por cable                              |